# 外来妹
外来妹，是广州电视台一套电视剧集，全剧10集。該電視劇的總導演為成浩。于1991年在中央电视台以及其本台播出，播出后轰动全国。
剧集反映当时南下的民工的状况，较为写实。也是较早使用香港演员的内地剧集之一。

## 主题曲
- 我不想说，演唱者：杨钰莹
- 等你在老地方，演唱者：毛宁

## 故事
故事描述几个由外省的穷乡僻壤南下广东打工的故事，剧中女主人公由民工逐步成长成为一乡镇企业的领导。

## 演员
- 汤镇宗 饰演 江   生
- 陈小艺 饰演 赵小云
- 李   婷 饰演 阿   芳
- 白   珊 饰演 赵秀英
- 杨   青 饰演 赵金玲（靓女）
- 邵晓薇 饰演 赵凤珍
- 缪婉霞 饰演 赵玉兰
- 常   戎 饰演 赵志强
- 冯俊高 饰演 精   仔
- 叶小珠 饰演 林老板
- 廖伟能 饰演 福   生
- 薛芳芳 饰演 杨   帆